# Háma
Háma es un personaje ficticio que pertenece al legendarium creado por el escritor británico J. R. R. Tolkien y que aparece en la novela El Señor de los Anillos. Es un rohir, ujier de armas del rey Théoden. 

## Historia
Recibió en la puerta de Meduseld a Gandalf, Legolas, Gimli y Aragorn, cuando estos van a Edoras a aliarse con Théoden. En un principio y de acuerdo con las órdenes del rey, se muestra desconfiado y les exige a los extranjeros que entreguen sus armas, a lo que Aragorn se opone puesto que no le convence dejar su espada en manos de extraños. Casi se enfrenta con Háma de no ser por la intervención de Gandalf. Luego de que el Señor de la Marca es liberado del sortilegio de Gríma Lengua de Serpiente, pone a los pies del rey de Rohan la espada Herugrim, luego de buscarla entre las cosas de Gríma. El ujier reveló su admiración y su amistad con Éomer, acompañando a este a su salida del arresto dispuesto por Théoden. 
Murió en la Batalla de Cuernavilla frente a la puerta de la fortaleza y allí se levantó un túmulo en su honor, siendo el mismo rey quien despidió sus restos.
- Datos: Q1147638